# Senato di Porto Rico

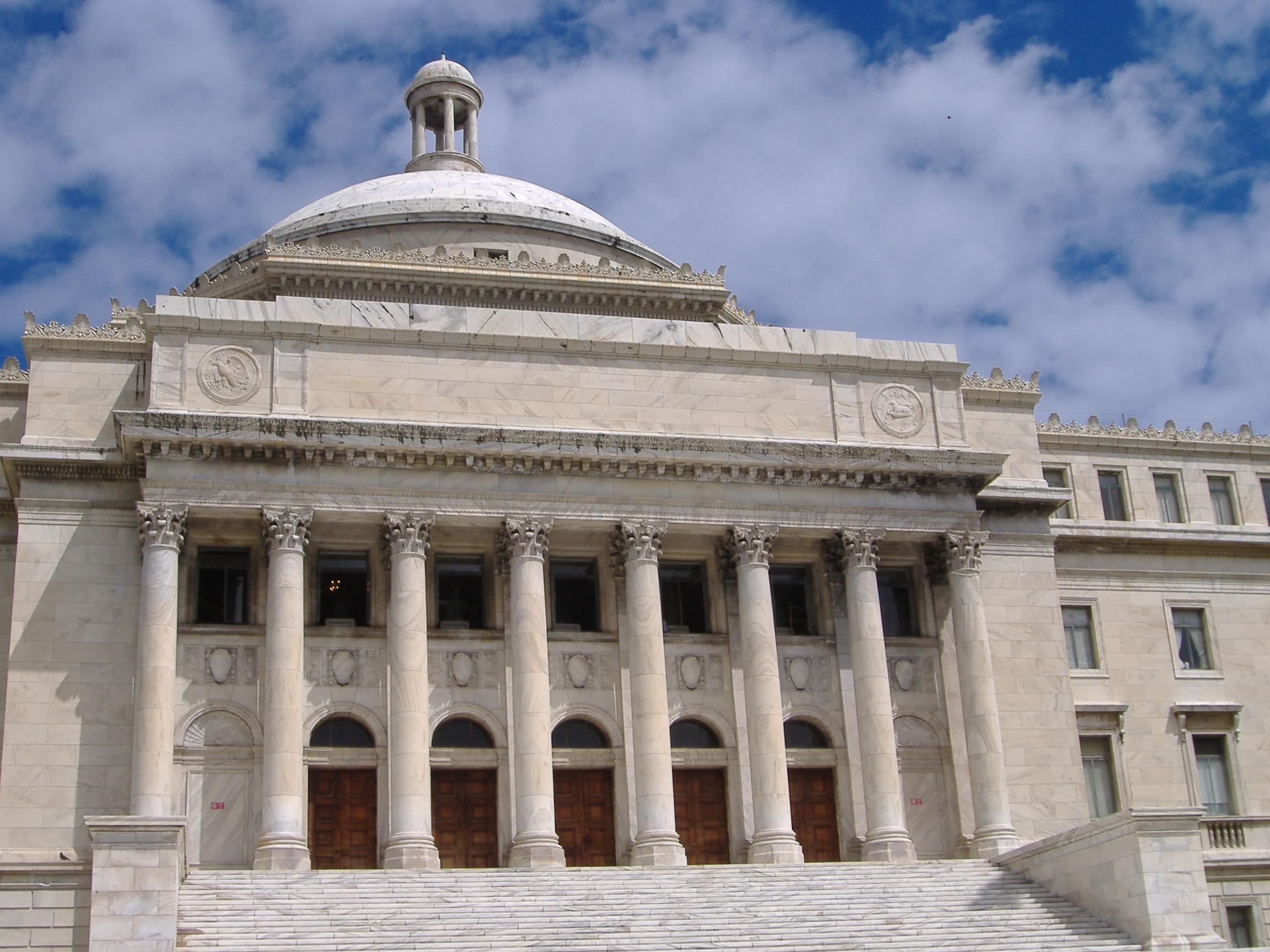
Il Campidoglio di Porto Rico, sede del Senato e della Camera dei Rappresentanti.

Il Senato di Porto Rico (in inglese Senate of Puerto Rico, in spagnolo Senado de Puerto Rico) è la camera alta dell'Assemblea legislativa di Porto Rico che, assieme alla Camera dei rappresentanti, forma il ramo legislativo del Governo di Porto Rico.

## Composizione
Per le elezioni dei membri del Senato, Porto Rico è divisa in 8 distretti senatoriali:
- Arecibo
- Bayamón
- Carolina
- Guayama
- Humacao
- Mayagüez
- Ponce
- San Juan